# 파밀리아 로세스
《파밀리아 로세스》(타갈로그어: Pamilya Roces)는 2018년 방영된 필리핀의 드라마이다.